# Platacanthoides reductus
Platacanthoides reductus är en insektsart som beskrevs av Vitaly Michailovitsh Dirsh 1956. Platacanthoides reductus ingår i släktet Platacanthoides och familjen gräshoppor. Inga underarter finns listade i Catalogue of Life.